# Phaedyma shepherdi
Phaedyma shepherdi är en fjärilsart som beskrevs av Moore 1858. Phaedyma shepherdi ingår i släktet Phaedyma och familjen praktfjärilar. Inga underarter finns listade i Catalogue of Life.

## Bildgalleri

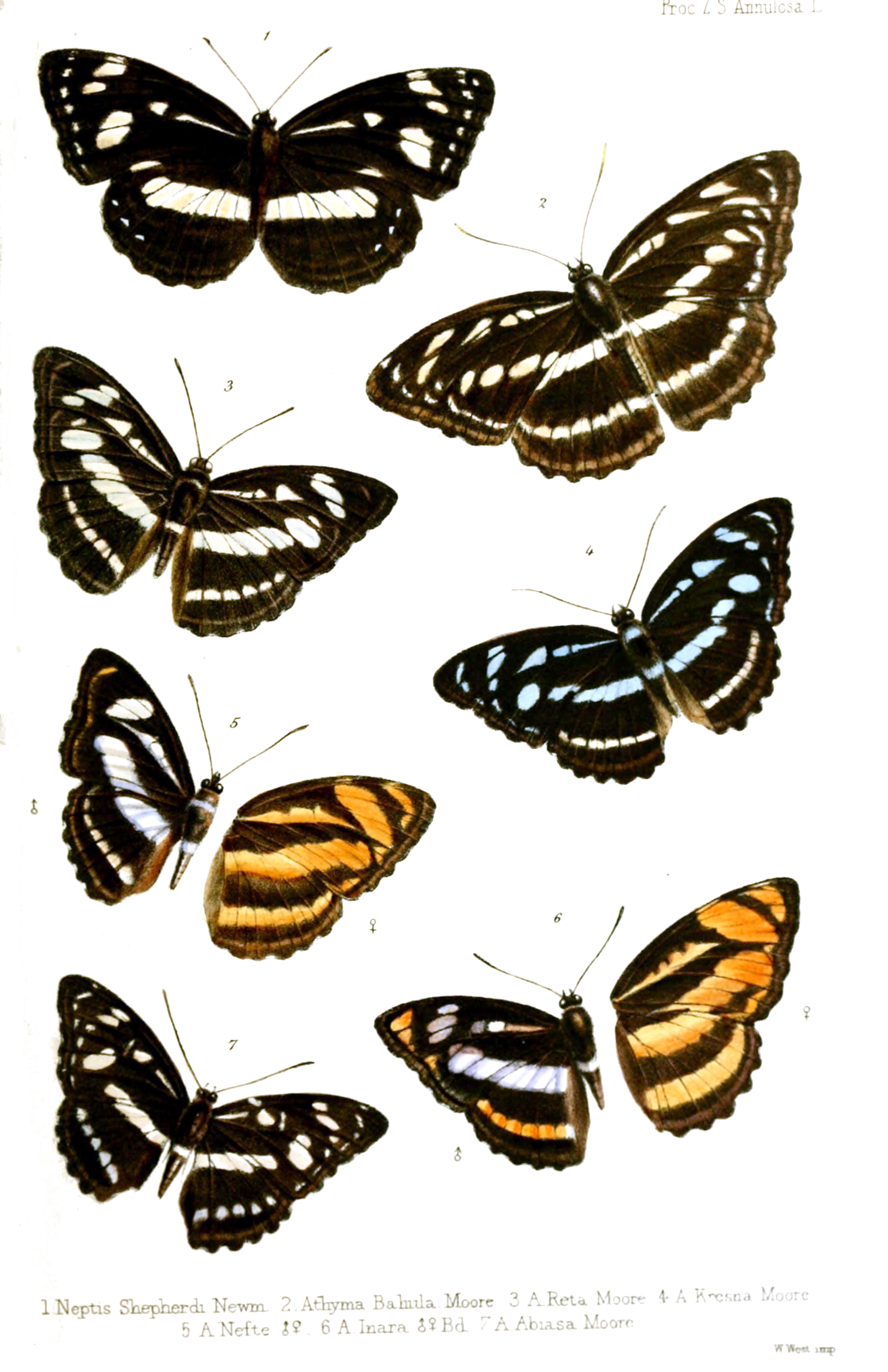
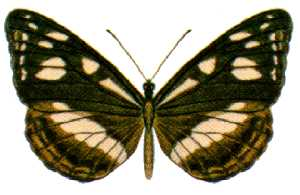